# Avi Issacharoff
Avi Issacharoff (hebrejsky אבי יששכרוף‎; * 1973 Jeruzalém, Izrael) je izraelský novinář, známý svým zaměřením na palestinské záležitosti. Je blízkovýchodním komentátorem portálu The Times of Israel a jeho sesterského serveru Walla! a dopisovatelem deníku Ha'arec pro palestinské a arabské záležitosti.

## Raný život
Issacharoff se narodil v Jeruzalémě do rodiny sefardských Židů, kteří jsou bucharsko-židovského původu. Jeho předkové patřili k prvním obyvatelům jeruzalémské čtvrti Šchunat ha-Bucharim. Vyrůstal v jeruzalémské čtvrti Giv'at Ša'ul a navštěvoval kurdsko-židovskou synagogu, kde se také naučil arabsky.
Během vojenské služby v Izraelských obranných silách sloužil v jednotce Duvdevan, kam byl zařazen díky své znalosti arabštiny.
Vystudoval Ben Gurionovu univerzitu v Negevu a získal titul magisterský titul v oblasti blízkovýchodních studií a literatury na Telavivské univerzitě.

## Mediální kariéra
Issacharoff byl zpravodajem Kol Jisra'el pro záležitosti Blízkého východu. V roce 2004 napsal společně s Amosem Harelem knihu o druhé intifádě The Seventh War: How we won and why we lost the war with the Palestinians. V roce 2008 napsali druhou knihu 34 Days: Israel, Hezbollah and the War in Lebanon o druhé libanonské válce.
Od roku 2005 do roku 2012 byl zpravodajem izraelského deníku Ha'arec pro palestinské a arabské záležitosti. Je bývalým zpravodajem Kol Jisra'el, kde v roce 2002 získal ocenění „nejlepší reportér“ za své zpravodajství o druhé intifádě. Je autorem a režisérem krátkých dokumentárních filmů vysílaných v izraelské televizi.
V roce 2014 byli Issacharoff a kameramani napadeni a zbiti „maskovanými palestinskými výtržníky“, když natáčeli demonstraci v Bajtúnji. Podle Issacharoffovy výpovědi se na ně vrhl palestinský demonstrant, který je obvinil, že jsou agenty izraelské rozvědky.
Je spoluautorem izraelského televizního seriálu Fauda, který v roce 2016 získal 6 Ofirových cen a v roce 2018 dalších 11.

## Publikované práce
- ISSACHAROFF, Avi; HAREL, Amos. The Seventh War: How we won and why we lost the war with the Palestinians. [s.l.]: [s.n.] (přeloženo do francouzštiny a arabštiny).[2][9]
- ISSACHAROFF, Avi, Amos Harel. 34 Days: Israel, Hezbollah and the War in Lebanon. [s.l.]: Palgrave Macmillan